# Apple IIc

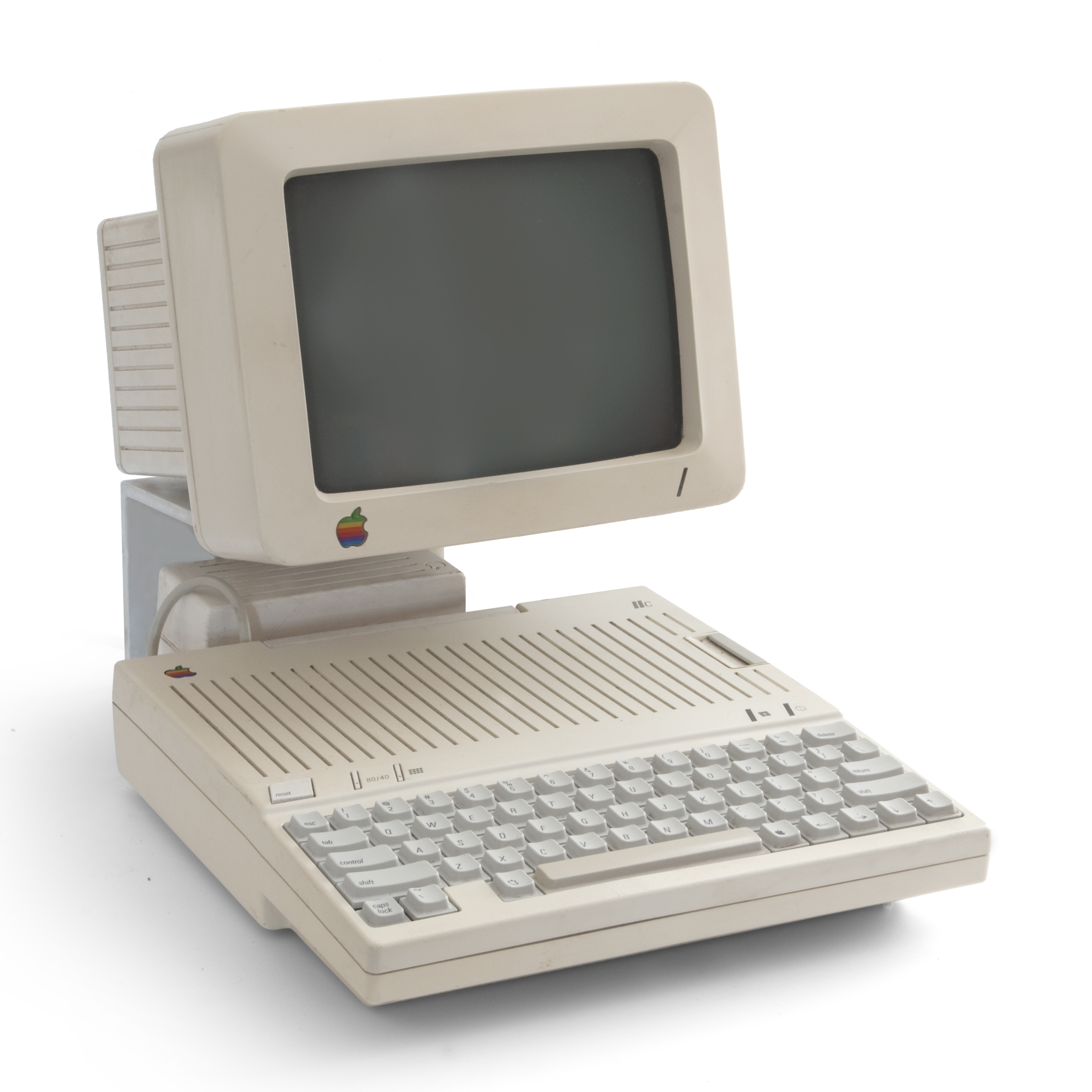
Apple IIc con pedestal y monitor.

El Apple IIc, fue el cuarto modelo de la serie Apple II de ordenadores personales, siendo el primer esfuerzo de Apple Inc para producir un ordenador portátil. El resultado fue una versión portátil 7.5 lb (3.4kg) del Apple II que podía ser transportado de un lugar a otro. La "c" en el nombre quería decir compacte, refiriéndose al hecho que era esencialmente una configuración completa de Apple II (exceptuando la pantalla y la fuente de alimentación) dentro de una pequeña caja que lo hacía muy portátil, por aquella época.
Llevaba incorporados, al lado, la unidad de disquete de 5"1/4 y detrás, los nuevos puertos de expansión periférica integrados a la placa madre, no tenía ranuras de expansión internas ni ningún acceso directo a la placa base como los Apple II anteriores, haciéndolo un sistema cerrado como el Macintosh. Aun así, esta era la orientación prevista por este modelo - una máquina similar a un electrodoméstico-, a punto para su uso al sacarlo de la caja, que no requería ni conocimientos técnicos ni experiencia para conectarlo y, por lo tanto, muy atractivo para los usuarios noveles.

## Historia
El Apple IIc fue lanzado al público el 24 de abril de 1984, durante un acontecimiento realizado por Apple llamado Apple II for ever. Con este lema, Apple proclamó la nueva máquina con gran pompa, como una prueba del compromiso a largo plazo de la empresa con la serie de la Apple II y sus usuarios, a pesar de la reciente introducción del Macintosh. El IIc era también podía ser visto como la respuesta de la empresa al nuevo PCjr de IBM, de hecho, Apple esperaba vender 400,000 antes de finales de 1984. Esencialmente, era un Apple IIe dentro de una caja más pequeña, no era un sucesor, sino más bien una versión portátil para complementarlo. Los Apple IIe serían vendidos de un lado a los usuarios que requerían la capacidad de las ranuras de expansión, y de otro a aquellos que querían la simplicidad de una máquina "plug and play" con la portabilidad en mente.

## Características
Técnicamente el Apple IIc era un Apple IIe dentro de una caja más pequeña, más portátil y más fácil de utilizar, pero menos ampliable. El IIc utilizaba el microprocesador CMOS 65C02 que añadió 27 nuevas instrucciones al procesador 6502, pero que era incompatible con algunos programas, puesto que no-soportaba los "ilegal opcodes" del 6502. Apple declaró que el Apple IIc era compatible con un 90-95% de los 10,000 paquetes de software disponibles por la serie de la Apple II.
El nuevo microprograma en ROM permitió al Applesoft BASIC reconocer los caracteres en minúsculas, funcionaba con una pantalla de 80 columnas, y corrigió varios bugs de la ROM del IIe. En términos de vídeo, la pantalla de texto añadió 32 carácter nuevos y únicos, con los símbolos llamados "MouseText" que, permitían mostrar iconos sencillos, ventanas y rectángulos para poder realizar una Interfaz gráfica de usuario completamente orientada a caracteres, concepto similar pues a la página de código 437 de IBM o a los caracteres PETSCII de Commodore. Un año más tarde, el Apple IIe se beneficiaría de estas mejoras en forma de un paquete de cuatro-chips de puesta al día de su FW.

## Especificaciones técnicas

### Microprocesador
- 65C02 funcionando a 1.023 MHz
- bus de datos de 8-bit

### Memoria
- 128 KB de RAM (integrada)
- 32 KB ROM ( integrada)
- Ampliable de 128 KB a 1,125 MB de RAM por métodos no estándar

- 40 y 80 columnas de texto, con 24 líneas ¹
- Baja resolución: 40 × 48 (16 colores)
- Alta Resolución: 280 x 192 (6 colores) *
- Doble-Baja-Resolución: 80 × 48 (16 colores)
- Doble alta resolución: 560 x 192 (16 colores) *

- 140 x 192 en color (efectivos), por razón de las restricciones de colocación de los píxeles

¹ El texto puede ser mezclado con modos gráficos, en sustitución de cualquiera de las 8 o 32 líneas de fondo, dependiendo de la modo de vídeo

### Audio
- Altavoz incorporado, DAC de 1-bit
- volumen ajustable (botón manual )

### Almacenamiento integrado
- unidad de disquete Interno de 5.25"
- 140  KB, (por cada cara girándolo manualmente)
- Expulsión-inserción manual

### Chip controlador especializado
- IWM (Integrated Wozniak Machine) para las unidades de disquete
- Chip Dual ACIA 6551 para @E/S serie

### Conectores externos
- Joystick / ratón (DE-9)
- Impresora, serie-1 (mini DIN-8)
- Módem, serie-2 (mini DIN-8)
- Puerto de Vídeo expansión (D-15)
- Unidad de disquete SmartPort (D-19)
- 12-Voltio DC conector entrada (DIN-7)
- Salida de vídeo compuesto NTSC (conector RCA)
- Audio-out (⅛" mono jack)

| UCP            | WDC 65C02 en el 1,00 |
| RAM            | 128 KB (base) - 1 megabyte (máximo- pero no estándar)                                                                                     |
| ROM            | 32 KB |
| Teclado        | 62 teclas con teclas de cursor |
| Gráficos       | texto: 40x24 u 80x24 líneas, gráficos: 40x48 (16 colores)/80x48 (16 colores)/280x192 (6 colores)/140x192 (16 colores)/560x192 (monocromo) |
| Sonido         | Audio-out (⅛" mono jack) + canal (altavoz integrado)                                                                                      |
| Conectores     | Video Display, joystick/ratón, monitor RGB, unidad de disco, de 2 puertos RS232C.                                                         |
| Almacenamiento | 1 disco de 5.25" 140 KB |

## Accesorios

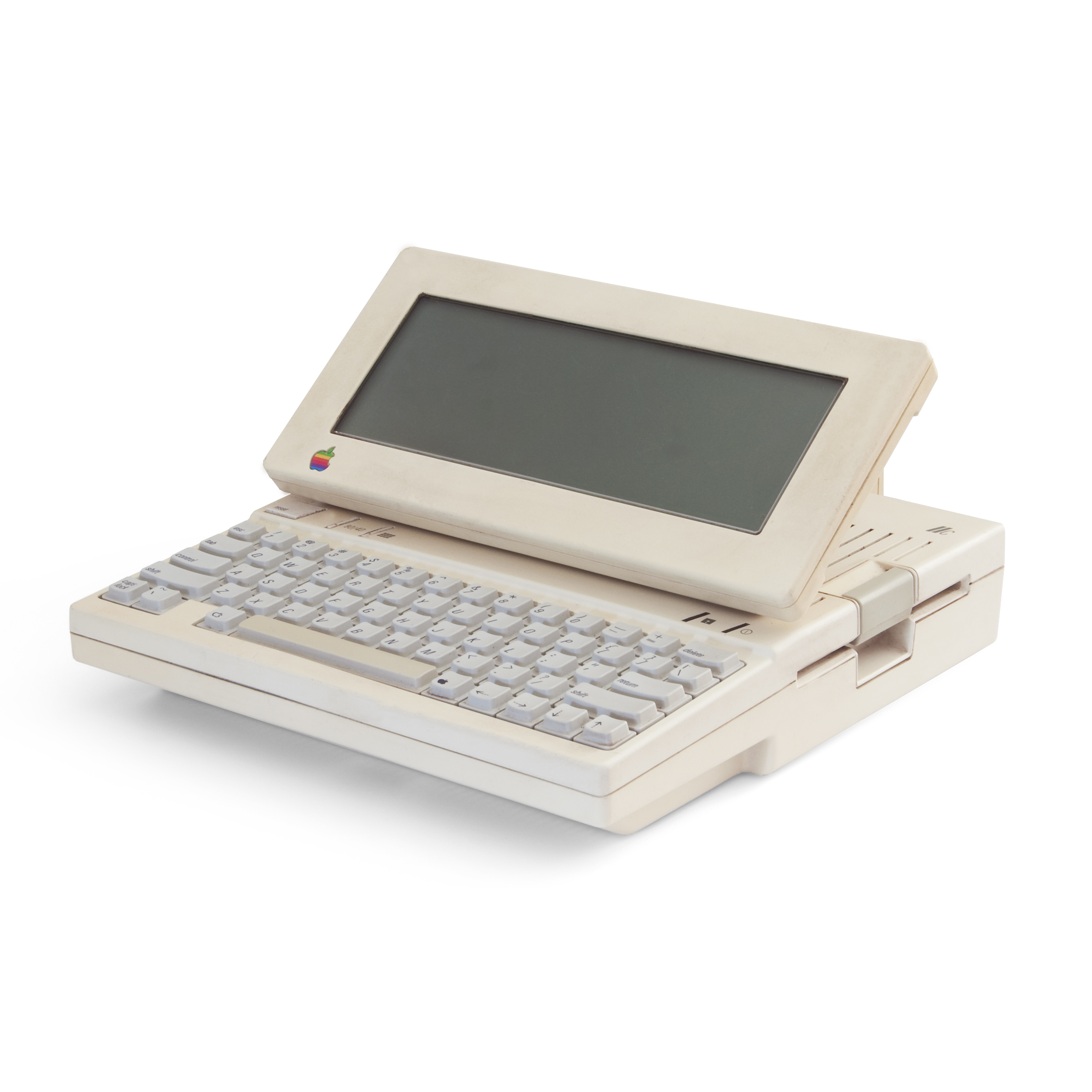
Un Apple IIc con la Pantalla Plana LCD

En el momento del lanzamiento de Apple IIc, Apple anunció una pantalla LCD opcional en blanco y negro (de un bit) diseñada específicamente para el Apple IIc llamada pantalla LCD plana de Apple. A pesar de que fue recibida como un complemento que hacía el IIc más portátil, iba conectada con un cable y no estaba integrada, aparte de que tenía muy poco contraste (sin backlight), era muy cara.